# 浅田出入口
浅田出入口（あさだでいりぐち）は、神奈川県川崎市川崎区にある首都高速神奈川1号横羽線の出入口である。
生麦・横浜公園方面の出入口である。
2009年3月に大師出入口の横浜方面からの出口が開設されるまで、当出口は横羽線の神奈川県内最後の出口であった。
平日の朝を中心に当出口を先頭とする渋滞が頻繁に発生する。

## 歴史
- 1968年7月19日 : 首都高速横羽線浅田-東神奈川間開通により開設

## 料金所

### 入口
- ブース数：2
  - ETC/一般：2

## 標識の表示
出口
- 出口 : 浅田
- 番号 : 152
- 方面 : 池田 川崎駅 産業道路

入口
- 入口 : 浅田
- 番号 : 152

## 接続道路
- 神奈川県道6号東京大師横浜線〈産業道路〉

## 周辺
横浜市鶴見区との境界付近にある。
- 武蔵白石駅 - 安善駅

## 隣
首都高速神奈川1号横羽線
(153)浜川崎出入口 - (152)浅田出入口 - (155)汐入出入口 - 生麦JCT - (154)生麦出入口